# Халса
Халса (норв. Halsa) — коммуна в губернии Мёре-ог-Ромсдал в Норвегии. Административный центр коммуны — город Лиабё. Официальный язык коммуны — нейтральный. Население коммуны на 2007 год составляло 1671 чел. Площадь коммуны Халса — 300,84 км², код-идентификатор — 1571.

## История населения коммуны
Население коммуны за последние 60 лет.

Статистика коммуны Халса